# Lubawka (dopływ Siekierki)
Lubawka (Gozdnica) – potok, lewostronny dopływ Siekierki o długości 7,56 km i powierzchni zlewni 11,45 km².
Potok płynie w województwie dolnośląskim. Ukształtował się w zlodowaceniu środkowopolskim. Uchodzi do Siekierki w Lubaniu, w okolicach ulicy Łużyckiej. 
Potok został uregulowany w latach 80. XX wieku. 30 marca 2005 roku uchwałą Rady Miasta Lubania dolina Gozdnicy w granicach miasta została objęta ochroną prawną.